# Лыщиково (Рузский городской округ)
Лы́щиково — деревня в Рузском районе Московской области.

## Этимология
По мнению краеведа Михаила Дмитриевича Артамонова (1922—2011), деревне дала название трава «лыщица» («мышиные глазки»), щедро произраставшая там (см. его статью «О происхождении названий сел и деревень»).

## География
Расположена на холмистой территории в долине реки Елица. Большая часть населенного пункта находится на холме, западная часть упирается в берега Елицы. По восточной границе Лыщиково протекает ручей, впадающий в реку около деревни Гомнино.
Центральная улица пересекает Лыщиково с юго-запада на северо-восток и соединяет деревню Гомнино с Лыщиково, а далее с автомобильной дорогой. Длина Центральной улицы — 860 метров.

### Гидрография
На территории деревни расположено несколько водных объектов:
- Река Елица;
- Гомнинский ручей (впадающий в Елицу около Гомнино);
- Гомнинская запруда (в западной части Лыщиково).

## Экономика и социальная сфера

### Транспорт
Транспортная инфраструктура развита низко: существует лишь автобусное сообщение с деревней Кожино (и Москвой-рекой) и поселком Дорохово — транспортным узлом на Белорусском направлении МЖД и на Большом Московском кольце («Бетонка»). Также по северной части населенного пункта проходит автодорога Дорохово — Старое Николаево.